# Słodka zemsta (film 2002)
 Słodka zemsta – amerykański film komediowo-sensacyjny z 2002 roku.

## Treść
Boss mafii postanawia oddać córkę, Jennifer do adopcji, by ochronić ją przed śmiercią. Wiele lat później Jennifer dowiaduje się, kim naprawdę jest. Jej ojciec ginie w zamachu zorganizowanym przez konkurencyjny gang. Jego zaufany ochroniarz postanawia skłonić córkę mafiosa do objęcia stanowiska szefowej w przestępczym światku i do zemsty za śmierć ojca.

## Obsada
Opracowano na podstawie:
- Sylvester Stallone: Frankie Delano
- Madeleine Stowe: Jennifer Barrett Allieghieri
- Anthony Quinn: Angelo Allieghieri
- Raoul Bova: Marcello/Gianni Carboni
- Harry Van Gorkum: Kip Barrett
- Billy Gardell: Bruno
- George Touliatos: Lucio Malatesta